# Ch'iatura
Ch'iatura (in georgiano ჭიათურა?) è un comune della Georgia, situato nella regione dell'Imerezia.